# 筑後川信號場
筑後川信號場（日语：／ Chikugogawa shingōjō */?）是位於福岡縣大川市大字向島，日本國有鐵道（國鐵）佐賀線的號誌站（廢站）。

## 歷史
- 1936年（昭和11年）6月18日：國有鐵道佐賀線佐賀站至筑後大川之間開業，此號誌站啟用[1]。當時名為筑後川信號所[1]。
- 1947年（昭和22年）5月1日：改名為筑後川信號場[1]。
- 1987年（昭和62年）3月28日：隨著佐賀線全線廢除，此號誌站也被廢除[1]。

## 構造
與因一般列車交會而設立的號誌站不同。此號誌站是為了在控制筑後川昇開橋中央可動式橋樑時，管制列車行走的信號燈。信號管制是在靠近福岡縣一方。

## 相鄰車站
日本國有鐵道（國鐵）
佐賀線
諸富－筑後川信號場－筑後若津

## 注腳
1. 1 2 3 4 5 6  石野哲 (编). . JTB. 1998: 718. ISBN 978-4-533-02980-6 （日语）.

## 相關項目
- 日本鐵路車站列表 Chi